# Pembroke
Pembroke (/ˈpɛmbrʊk/ (del galés: Penfro) [pɛnˈvroː]ⓘ) es una localidad de Gales, situada en la parte suroccidental del condado de Pembrokeshire. A cinco kilómetros de la costa del mar Celta, cerca de este lugar se encuentra la localidad y puerto de Pembroke Dock, establecido en 1814 a tres millas al norte.
Pembroke se asienta en el centro de la península de Pembrokeshire Meridional, próxima del estuario del río Cleddau, y a orillas del río Pembroke.

## Toponimia
El nombre de la ciudad y del condado proviene del cantref de Penfro: "Pen", que significa «cabeza» o «final», y "Bro", «región» o «país»; por lo que quiere decir esencialmente «el fin de la tierra».

## Historia
En el castillo normando de Pembroke nació en 1457 el rey Enrique VII, el primer galés en subir al trono inglés. No lejos están las Dársenas de Pembroke (Pembroke Docks), cerradas en 1926, que antaño fueron uno de los astilleros reales más grandes de todo el país. Actualmente es un importante puerto de mercancías y pasajeros entre Gran Bretaña e Irlanda.

## Escudo
El escudo de la ciudad tiene los colores rojo y blanco. El rojo proviene del escudo de armas de William de Marshal, quien fue conde de Pembroke en 1199-1219. El blanco pertenece a la heráldica de la familia Herbert, quien ha reinado el condado de Pembroke desde 1468.

## Hermanamientos
- Bergen, Alemania
- Pembroke, Malta

## Hijos ilustres
- William Davies Evans
- Mervyn Johns